# Brandan Schieppati
Brandan Schieppati (Newport Beach, 3 de agosto de 1980) es un cantante estadounidense, vocalista y líder de la banda de metalcore Bleeding Through. Él es straight edge y actualmente vive en Orange County, California con su esposa Nicole.
Aunque es más conocido por su carrera como cantante, el también perteneció a las ligas mayores del equipo de baseball Montreal Expos (ahora Washington Nationals) al salir de la secundaria, en el año 1998. En junio de 2003, Brandan se fracturó la mandíbula en una pelea después de una presentación, lo que ocasionó que fuera al hospital al día siguiente. Debido a este incidente, Bleeding Through canceló su gira con Portrait of the Goddess, pero gracias a su pronta recuperación pudieron participar en el Hellfest 2002.

## Carrera
Brandan ha sido miembro de bandas como Eighteen Visions, Throwdown, Bleeding Through, The Mistake y Die Die My Darling, una banda-cover de The Misfits la cual nunca lanzó ningún disco. Recientemente Brandan creó una nueva banda junto con Brooks Wackerman de Bad Religion, Ryan Sinn de The Distillers y Dave Nassie de No Use for a Name llamada The Innocentocent. Brandan es también el vocalista de "Sorrows", uno de los proyectos paralelos de Mick Kenney (Anaal Nathrakh) y Trevor Friedrich (Combichrist, ex 18V).
Participó como vocalista invitado en la canción "The Architects of Repulsion" de la banda australiana de deathcore The Red Shore para su álbum debut Unconsecrated (2008), además participó en el álbum de AFI Decemberunderground (2006) y en el de Tiger Army Music from Regions Beyond (2007). Recientemente fue invitado en la canción "Widowmaker" en el álbum de Psyclon Nine, We the Fallen (2009) y en la canción "Pure Anger" de la banda de hardcore punk Lionheart para su álbum, Built on Struggle (2011).
Brandan es el nuevo manager de la banda Letlive

## Discografía
Con Bleeding Through
- 2000: Demo
- 2001: Dust to Ashes
- 2002: Portrait of the Goddess
- 2003: This is Love, This is Murderous
- 2006: The Truth
- 2008: Declaration
- 2010: Bleeding Trough
- 2012: The Great Fire

con Eighteen Visions
- 1997: Lifeless
- 1999: Yesterday Is Time Killed
- 1999: No Time for Love
- 2000: Until the Ink Runs Out
- 2001: The Best of Eighteen Visions
- 2002: Vanity

con Throwdown
- 1999: Beyond Repair

con Sorrows/Suffer Well
- 2012: Sorrows

con I Am War
- 2012: Outlive You All

con The Iron Son
- 2015: Enemy